# Grand Prix der Volksmusik 2004
Der 19. Grand Prix der Volksmusik fand am 4. September 2004 in Wien (Österreich) statt. Teilnehmerländer waren wie in den Vorjahren Deutschland, Österreich, die Schweiz und Südtirol. In jedem Land wurde eine öffentliche Vorentscheidung im Fernsehen durchgeführt. Dabei wurden jeweils vier Titel für das Finale ermittelt. Die schweizerische Vorentscheidung fand am 6. Mai in ?, die deutsche am 23. Mai in Rust (Baden), die Südtiroler am 28. Mai in Meran und die österreichische am 19. Juni in Wien statt. Die Veranstaltungen, zu denen jeweils eine CD mit allen Teilnehmern erschien, wurden live übertragen.
Das Finale wurde vom ORF im Rahmen einer Eurovisionssendung aus Wien übertragen und vom ZDF, von der SRG und von der RAI Bozen übernommen. Moderator war Wolfram Pirchner, der bereits durch die österreichische Vorentscheidung geführt hatte. Die Startfolge der Titel und Länder war zuvor ausgelost worden. Nach Vorstellung der Titel konnten die Zuschauer aus den Teilnehmerländern ihren Favoriten per TED bestimmen.
Am Ende der Wertung standen dann Die Ladiner als Sieger des Grand Prix der Volksmusik 2004 fest. Ihr Titel Beuge dich vor grauem Haar hatte Reinhart Stuffer komponiert und getextet. Damit holte das Duo nach Oswald Sattler und Jantje Smit (2000) zum zweiten Mal den Sieg des Grand Prix nach Südtirol.
Als Austragungsort des nächsten Grand Prix der Volksmusik 2005 wurde unabhängig vom Land des Siegers Zürich festgelegt.

## Die Platzierung der schweizerischen Vorentscheidung 2004
| Startnr.          | Interpret         | Titel                             | Platz | Prozente |
| ----------------- | ----------------- | --------------------------------- | ----- | -------- |
| ?                 | Sarah-Jane        | Ich bin noch viel zu jung         | 02.   | 18,29    |
| ?                 | Marcel Schweizer  | Du schaffst alles, wenn du liebst | 04.   | 15,06    |
| ?                 | Rahel Tarelli     | Ganz egal                         | 01.   | 22,21    |
| ?                 | ComBox            | Mona                              | 03.   | 17,78    |
| ?                 | Manuela Fellner   | Alles klar, wunderbar             | 05.   | 15,04    |
| ?                 | Stixi und Sonja   | Du bist das Licht                 | 0?    | 0?       |
| ?                 | Roland Eberhart   | Eifach ga                         | 06.   | 11,62    |
| ?                 | Lilian und Aaron  | Komm zu mir, ich tanz mit dir     | 0?    | 0?       |
| ?                 | Laisa Bill        | Hand aufs Herz                    | 0?    | 0?       |
| ?                 | Rebekka           | Hallo Mister Unbekannt            | 0?    | 0?       |
| ?                 | Marleen           | Weißt du denn, was Liebe ist      | 0?    | 0?       |
| ?                 | Silvia Kaufmann   | Die Zeit heilt alle Wunden        | 0?    | 0?       |
| Veranstaltungsort | Veranstaltungsort | ?                                 | ?     | ?        |

## Die Platzierung der deutschen Vorentscheidung 2004
| Startnr.          | Interpret           | Titel                         | Platz             | Punkte            |
| ----------------- | ------------------- | ----------------------------- | ----------------- | ----------------- |
| 15                | Gemeinsam           | Gemeinsam                     | 01.               | ?                 |
| 11                | Christian Gebhardt  | Mein kleiner Blumenstrauß     | 02.               | ?                 |
| 03                | Florian und Florian | Lange Rede kurzer Sinn        | 03.               | ?                 |
| 07                | Anita Burck         | Ich begleite deine Träume     | 04.               | ?                 |
| 01                | Die Schmalzler      | Che bella Ballerina           | 0?                | ?                 |
| 02                | Romy                | Für einen Tag ein Junge sein  | 0?                | ?                 |
| 04                | Susan Schubert      | Mehr als alles auf der Welt   | 0?                | ?                 |
| 05                | Alex Parker         | Gib der Welt ein wenig Farbe  | 0?                | ?                 |
| 06                | Duo Nirwana         | Wohin der Wind uns trägt      | 0?                | ?                 |
| 08                | Oliver Thomas       | Nur ein bisschen Zärtlichkeit | 0?                | ?                 |
| 09                | Liekedeler          | Raus auf die See              | 0?                | ?                 |
| 10                | Dirk Schiefen       | Keltischer Traum              | 0?                | ?                 |
| 12                | Feller und Feller   | Wenn man liebt                | 0?                | ?                 |
| 13                | Benjamin Grund      | Wenn mein Lied erklingt       | 0?                | ?                 |
| 14                | Iris                | Walpurgisnacht                | 11.               | ?                 |
| Veranstaltungsort | Veranstaltungsort   | Europa-Park, Rust             | Europa-Park, Rust | Europa-Park, Rust |

## Die Platzierung der österreichischen Vorentscheidung 2004
| Startnr.          | Interpret                 | Titel                                     | Platz             | Punkte            |
| ----------------- | ------------------------- | ----------------------------------------- | ----------------- | ----------------- |
| 03                | Die Grubertaler           | Ramba Zamba                               | 0?                | ?                 |
| 15                | Die Edlseer               | I bleib bei Volksmusik                    | 0?                | ?                 |
| 13                | Stephanie                 | Dornröschen schläft nicht mehr            | 0?                | ?                 |
| 14                | Frei                      | Nur eine Hand voll Freiheit               | 0?                | ?                 |
| 01                | Die Trenkwalder           | Wenn i an See seh, brauch i koa Meer mehr | 0?                | ?                 |
| 02                | Doris Russo               | Manchmal weht der Wind von Süden          | 0?                | ?                 |
| 04                | Die Jauntaler             | Schenke uns deinen Traum                  | 0?                | ?                 |
| 05                | Gilbert                   | Sehnsucht                                 | 0?                | ?                 |
| 06                | Die Mürztaler und Antonia | War das schon alles                       | 0?                | ?                 |
| 07                | Dagmar und Marc Bell      | Wahre Sehnsucht                           | 0?                | ?                 |
| 08                | Jazz Gitti                | Man muss nicht immer jung sein            | 0?                | ?                 |
| 09                | Die Wörtherseer           | Warum soll ein Mann nicht romantisch sein | 0?                | ?                 |
| 10                | Die Almzigeuner           | Führ mi hoam                              | 0?                | ?                 |
| 11                | Doris Greimel und Gerald  | Auf amoi draht se der Wind                | 0?                | ?                 |
| 12                | Die Mayrhofner            | Eldorado                                  | 0?                | ?                 |
| Veranstaltungsort | Veranstaltungsort         | ORF-Zentrum, Wien                         | ORF-Zentrum, Wien | ORF-Zentrum, Wien |

## Die Platzierung der südtirolischen Vorentscheidung 2004
Die ersten vier Titel kamen ins Finale. 
| Startnr.          | Interpret                                               | Titel                           | Platz          | Punkte         |
| ----------------- | ------------------------------------------------------- | ------------------------------- | -------------- | -------------- |
| ?                 | Die Ladiner                                             | Beuge dich vor grauem Haar      | 01.            | ?              |
| ?                 | Belsy                                                   | Madre di dio                    | 02.            | ?              |
| ?                 | Original Südtiroler Spitzbuam                           | Ich schenk mein Herz der Heimat | 03.            | ?              |
| ?                 | Bergwind                                                | Wo die Wälder rauschen          | 04.            | ?              |
| ?                 | Die Vaiolets                                            | Angie, My Darling               | 0?             | ?              |
| ?                 | Die Trenser                                             | Das Leben am Land               | 0?             | ?              |
| ?                 | Die Bergsteiger                                         | Das Reich des Adlers            | 0?             | ?              |
| ?                 | Judit Pixner                                            | Glocken des Südens              | 0?             | ?              |
| ?                 | Etschland Express                                       | Ich wünsch mir einen Traum      | 0?             | ?              |
| ?                 | Mark Alexander                                          | Mein lieber Großpapa            | 0?             | ?              |
| ?                 | Karl Hanspeter und seine Original Südtiroler Musikanten | Musikantenparty                 | 0?             | ?              |
| ?                 | Psayrer                                                 | Mutters Augen, Mutters Hand     | 0?             | ?              |
| ?                 | Freiheit                                                | Sommernächte in den Dolomiten   | 0?             | ?              |
| ?                 | Rudy Giovannini                                         | Spiel noch einmal unser Lied    | 0?             | ?              |
| ?                 | Olmsound mit Coro Monti Pallidi                         | Stella alpin                    | 0?             | ?              |
| Veranstaltungsort | Veranstaltungsort                                       | Kurhaus, Meran                  | Kurhaus, Meran | Kurhaus, Meran |

## Die Platzierung des Grand Prix der Volksmusik 2004
| Startnr.          | Land              | Interpret                     | Titel                             | Platz                        | Punkte                       |
| ----------------- | ----------------- | ----------------------------- | --------------------------------- | ---------------------------- | ---------------------------- |
| 12                | I                 | Die Ladiner                   | Beuge dich vor grauem Haar        | 01.                          | 36                           |
| 16                | I                 | Belsy                         | Madre di dio                      | 02.                          | 33                           |
| 15                | D                 | Gemeinsam                     | Gemeinsam                         | 03.                          | 31                           |
| 01                | A                 | Die Grubertaler               | Ramba Zamba                       | 04.                          | 31                           |
| 14                | CH                | Rahel Tarelli                 | Ganz egal                         | 05.                          | 26                           |
| 13                | A                 | Die Edlseer                   | I bleib bei Volksmusik            | 06.                          | 24                           |
| 09                | A                 | Stephanie                     | Dornröschen schläft nicht mehr    | 07.                          | 21                           |
| 10                | CH                | ComBox                        | Mona                              | 08.                          | 20                           |
| 07                | D                 | Florian und Florian           | Lange Rede kurzer Sinn            | 09.                          | 18                           |
| 08                | I                 | Original Südtiroler Spitzbuam | Ich schenk mein Herz der Heimat   | 10.                          | 17                           |
| 03                | D                 | Christian Gebhardt            | Mein kleiner Blumenstrauß         | 10.                          | 17                           |
| 11                | D                 | Anita Burck                   | Ich begleite deine Träume         | 12.                          | 13                           |
| 06                | CH                | Marcel Schweizer              | Du schaffst alles, wenn du liebst | 13.                          | 09                           |
| 04                | I                 | Bergwind                      | Wo die Wälder rauschen            | 14.                          | 07                           |
| 05                | A                 | Frei                          | Nur eine Hand voll Freiheit       | 15.                          | 05                           |
| 02                | CH                | Sarah-Jane                    | Ich bin noch viel zu jung         | 16.                          | 04                           |
| Veranstaltungsort | Veranstaltungsort | Stadthalle, Wien, Österreich  | Stadthalle, Wien, Österreich      | Stadthalle, Wien, Österreich | Stadthalle, Wien, Österreich |

Die Titel erschienen auch auf einer CD.